# Pierre Boulez

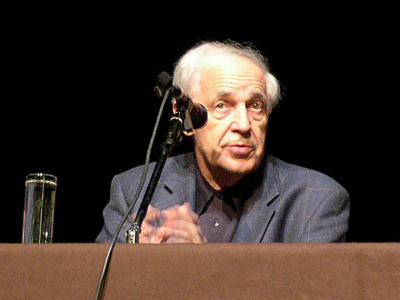
Boulez in 2004

Pierre Louis Joseph Boulez (Montbrison, 26 maart 1925 - Baden-Baden, 5 januari 2016) was een Franse componist en dirigent. Hij geldt als een der invloedrijkste denkers over klassieke muziek uit de 20e eeuw.

## Levensloop
Aanvankelijk bereidde Boulez zich in Lyon voor op een studie tot ingenieur, maar in 1942 ging hij naar Parijs om er aan het Conservatoire national supérieur de musique te studeren bij onder anderen Olivier Messiaen voor compositie, Andrée Vaurabourg (echtgenote van Arthur Honegger) voor contrapunt en René Leibowitz voor muziektheorie. In 1946 werd hij muzikaal directeur van de Compagnie Renaud-Barrault van Jean-Louis Barrault in het Théâtre Marigny. Hij begon toen ook te componeren. Zijn vroege composities waren uitgesproken serieel van karakter, met een belangrijke invloed van Messiaen en Webern.
De dodecafonie van Schönberg, zoals die door Leibowitz werd onderwezen, ging Boulez niet ver genoeg. Zijn artikel Schoenberg Is Dead uit 1952 was niet zozeer een necrologie van de kort daarvoor overleden componist, maar een afrekening met diens systeem. Hij werd een overtuigd voorstander van meer abstractie en experiment in de muziek, en hij werd een boegbeeld van de experimentele muziek. Hij zette zijn visie uiteen in verschillende publicaties zoals Penser la musique aujourd'hui (1963) en Relevés d'apprenti (1966). Hij was een pionier van het gebruik van elektronica in de muziek en experimenteerde met aleatorische muziek (waarin het toeval een rol speelt). Hij ging daarbij niet zo ver als Amerikaanse componisten zoals John Cage.
In 1970 nam president Georges Pompidou het initiatief tot de oprichting van het IRCAM (Institut de Recherche et de Coordination Acoustique/Musique) te Parijs, een onderzoeksinstituut voor eigentijdse klassieke muziek. Boulez was tot 1992 de eerste directeur. Ook daarna bleef hij aan het instituut verbonden. Door zijn invloed en statuur had hij later een belangrijk aandeel in de totstandkoming van de Cité de la Musique in Parijs.
Door zijn functies, maar ook door de invloed van zijn denkbeelden, nam Boulez in de internationale muziekwereld een machtige positie in. Hij verkondigde dat een componist overbodig was als hij niet voelde dat seriële muziek noodzakelijk was. Voor hen die niet atonaal konden of wilden componeren werd het daardoor moeilijk om nog serieus genomen te worden. In de jaren zestig had Boulez zelf heftig geprotesteerd tegen de gevestigde orde in de muziek. Zijn metaforische uitspraak uit die tijd dat "de operahuizen moesten worden opgeblazen" werd veertig jaar later nog steeds letterlijk genomen door de Canadese douane die hem korte tijd arresteerde toen hij dat land binnenkwam. Aan het eind van de 20e eeuw sprak hij zijn ergernis uit over de terugkeer van veel componisten naar de tonaliteit en de stijgende populariteit van componisten die de muziekgeschiedenis in zijn ogen niet vooruit hadden geholpen:
"We hebben binnenkort een eeuw achter ons die is begonnen met Schönbergs Erwartung en Stravinsky's Le Sacre du printemps - twee werken uit een heel rijke componeerfase. Die eeuw loopt ten einde nu mensen in extase raken van bijvoorbeeld de vijfde symfonie van Sjostakovitsj, of Brittens War Requiem. Dan kunnen we gevoeglijk constateren dat deze eeuw veelbelovender begon dan zij nu is".
Ook de vanaf 1970 in opkomst zijnde minimal music van componisten als Philip Glass en Steve Reich wees hij af.
Zijn eigen werk kenmerkt zich door een doordachte structuur waarbij alle aspecten melodie, harmonie, interval, ritme, accent, timbre en dynamiek helder en precies zijn gedefinieerd. Elk gevoelselement is zorgvuldig gemeden (emotie is een zaak van elke individuele toehoorder), maar ook elke voorspelbaarheid. Boulez bewerkte vaak zijn eigen composities, vanuit de gedachte dat elke uitvoering van een muziekstuk slechts één is uit talloze mogelijkheden. Zijn derde pianosonate is zelfs altijd onvoltooid gebleven (slechts twee van de vijf delen zijn gepubliceerd) en geldt als een "open compositie". Zijn oeuvre van ongeveer 30 voltooide werken is gering gebleven, maar de blijvende waarde ervan wordt door de muziekwereld algemeen erkend. Boulez vormde met Luciano Berio, Bruno Maderna, Luigi Nono, György Ligeti en Karlheinz Stockhausen de avant-garde in het componeren van na de Tweede Wereldoorlog. Van hen was hij de laatste die overleed.
Dirigent

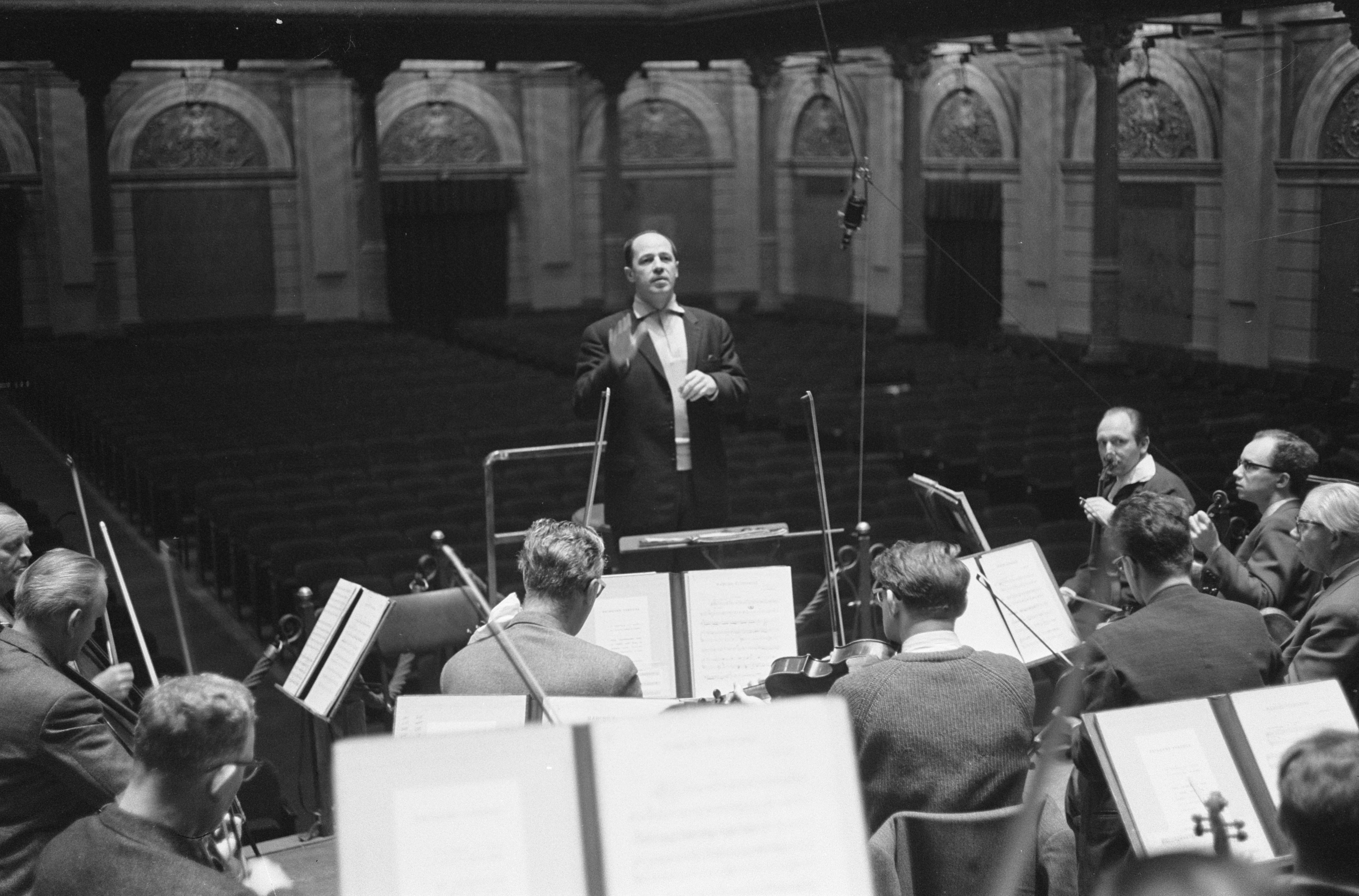
Boulez repeteert met het Concertgebouworkest in 1963. Rechts vooraan concertmeester Herman Krebbers

Vanaf de jaren 60 werd hij meer en meer actief als dirigent en liep zijn productie van composities stilaan terug. Hij dirigeerde de Franse première van de opera Wozzeck van Alban Berg in 1963. Hij was chef-dirigent van zowel het BBC Symphony Orchestra (1971-1975) als de New York Philharmonic (1971-1977). In 1976 dirigeerde hij Der Ring des Nibelungen van Richard Wagner bij het eeuwfeest van de Bayreuther Festspiele onder regie van Patrice Chéreau.
Ook in 1976 richtte hij het Ensemble InterContemporain op, een ensemble voor het uitvoeren van moderne muziek, waarvan de bezetting sterk varieert, afhankelijk van het uit te voeren werk. Daardoor beschikte hij over een flexibele groep musici die in staat was zijn eigen gecompliceerde partituren, maar ook veel andere eigentijdse muziek, geheel naar zijn inzichten te realiseren. Tot 1978, toen hij de leiding overdroeg aan Michel Tabachnik, was hij de vaste dirigent, maar ook daarna bleef hij er sterk bij betrokken. Boulez voerde met het Ensemble InterContemporain ook werk uit van de popmuzikant Frank Zappa. Het album The Perfect Stranger (1984) bevat opnamen van The Perfect Stranger, Naval Aviation in Art? en Dupree's Paradise.
Bij zijn concerten en plaatopnamen met symfonieorkesten programmeerde hij bij voorkeur de grote muzikale vernieuwers uit de twintigste eeuw zoals Claude Debussy, Maurice Ravel, Arnold Schönberg, Béla Bartók, Igor Stravinsky, Alban Berg, Anton Webern en Edgar Varèse. Ook nam hij orkestwerken van Aleksandr Skrjabin en alle negen symfonieën van Gustav Mahler op. Bij het 19e-eeuwse repertoire richtte hij zich vooral op Beethoven, Berlioz en Schumann en maakte hij een opname van de Achtste symfonie van Bruckner. Zijn opnames maakte hij met toporkesten zoals de Wiener Philharmoniker, het Chicago Symphony Orchestra, het Cleveland Orchestra, de Berliner Philharmoniker, het Koninklijk Concertgebouworkest en de New York Philharmonic.
Boulez' dirigeerstijl, altijd zonder dirigeerstok, kenmerkte zich net als zijn componeren door een sterke nadruk op structuur, samenhang en helderheid. Sommige luisteraars beschouwden deze analytische stijl als "ijzig", maar hij meed emoties vanuit de gedachte dat die niet aan het publiek mogen worden opgedrongen door de uitvoerende musici. Voor hem stond het pure muzikale bouwwerk centraal. De waardering voor zijn interpretaties blijkt onder meer uit vele prijzen die aan zijn opnamen werden toegekend, waaronder 26 Grammy Awards.
Einde

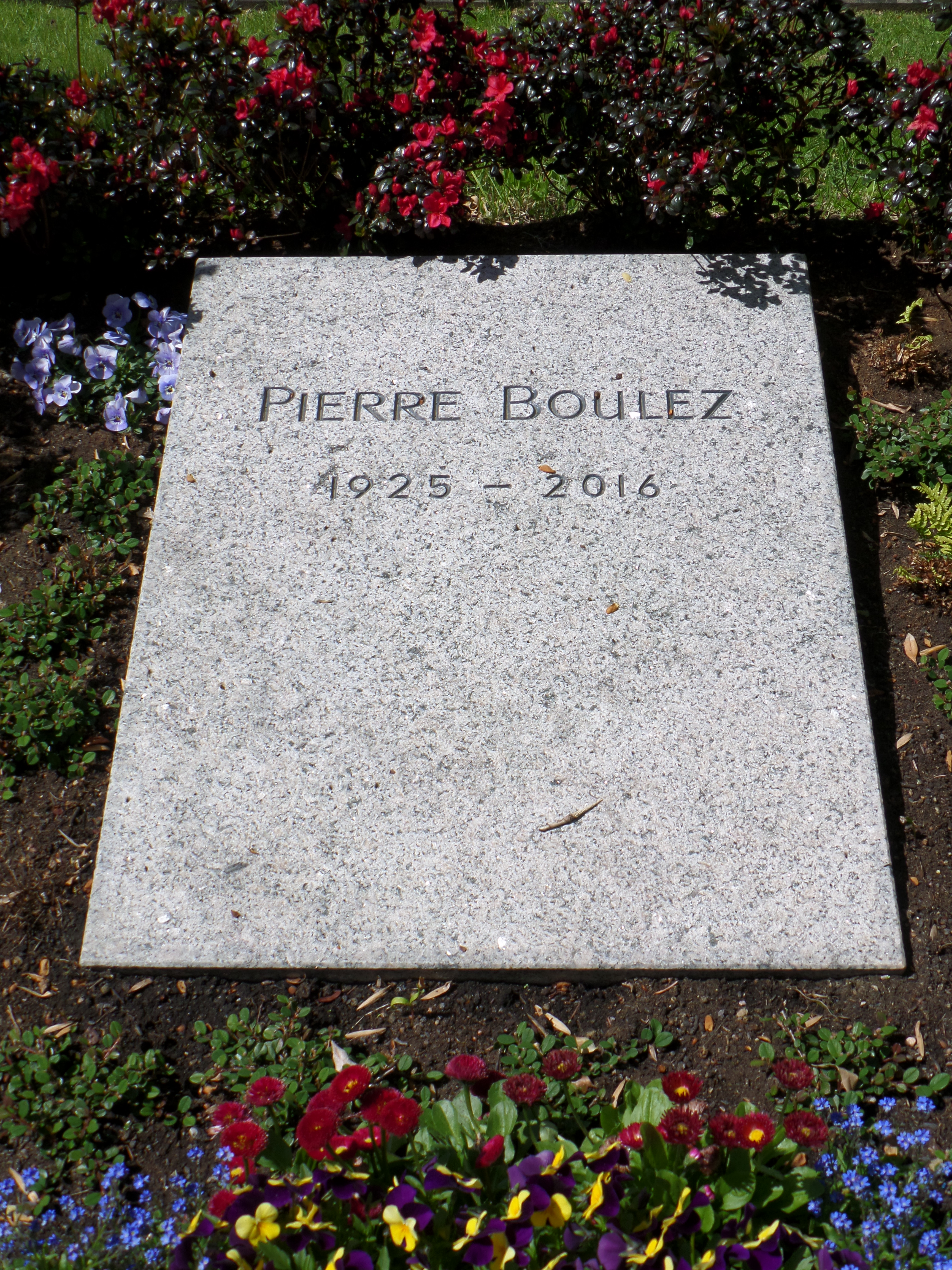
Het graf van Pierre Boulez op Hauptfriedhof Baden-Baden in 2017

Hij dirigeerde tot in 2012. Zijn laatste optreden in Nederland vond plaats op 24 september 2011 in het Amsterdamse Concertgebouw, toen hij met het Ensemble InterContemporain en Barbara Hannigan zijn Pli selon pli uitvoerde. Concerten die hij op 3 en 4 mei 2012 zou dirigeren in het Brusselse BOZAR moest hij afzeggen wegens gezichtsproblemen. Door ziekte kon hij in 2015 niet meer deelnemen aan de festiviteiten die op veel plaatsen werden gewijd aan zijn 90e verjaardag. Pierre Boulez stierf begin 2016 in zijn woonplaats Baden-Baden.

## Composities (selectie)
- Pianosonate nr. 1 (1946)
- Pianosonate nr. 2 (1947-1948)

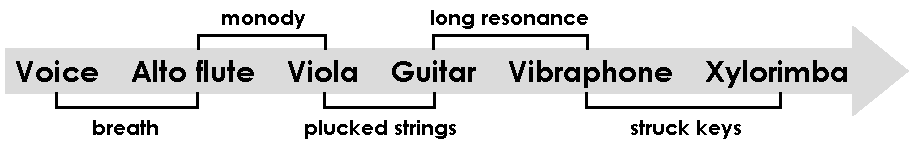
Instrumentatie van Le marteau sans maître volgens de partituur van 1957

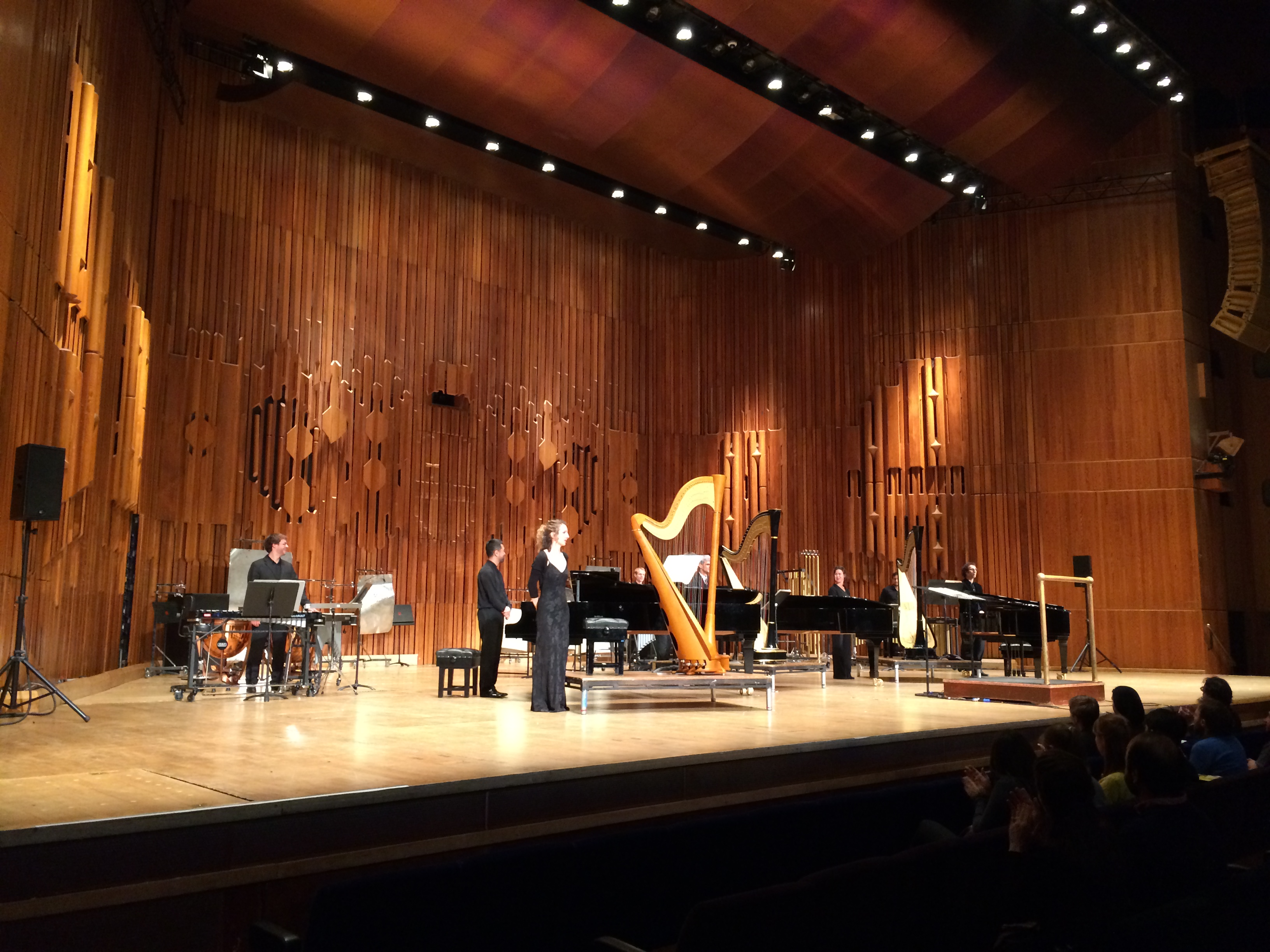
Het Ensemble InterContemporain na een uitvoering van Sur Incises in het Barbican Centre, Londen, 2015

- Le soleil des eaux, cantate (1948, herzien 1957)
- Polyphonie X (1951)
- Structures (1952)
- Le marteau sans maître voor alt en zes instrumenten, (1953-1955, herzien 1957)
- Pianosonate nr. 3 (1955-...); "open" werk
- Figures, doubles, prismes voor orkest (1958-1964, herzien 1968)
- Pli selon pli voor sopraan en orkest (1957-1962)
- Domaines voor klarinetsolo of voor klarinet en ensemble (1968-1969)
- cummings ist der dichter voor koor en ensemble (1970)
- Rituel: in memoriam Bruno Maderna voor orkest (1974-1975)
- Notations versie voor piano (1945); versie voor orkest (1978-...)
- Répons voor ensemble en elektronica (1980-1984); gecomponeerd bij het IRCAM
- Le visage nuptial voor sopraan, alt, vrouwenkoor en orkest (1951-1989)
- ...explosante-fixe... voor ensemble en elektronica (1972-1974, tweede versie 1991-1993); ook een product van IRCAM
- Initiale voor koperseptet (1987)
- Dialogue de l'ombre double (1985), transcriptie voor blokfluit, Erik Bosgraaf (2015)
- Incises voor solopiano (1994/2001)
- Sur Incises voor 3 piano's, 3 harpen en 3 slaginstrumenten, (1996/1998), gebaseerd op Incises

## Publicaties (selectie)
- (fr)  Penser la musique aujourd'hui, Paris, Gonthier, 1963.
- (fr)  Relevés d'apprenti, Paris, Seuil, 1966.
- (en)  Orientations: Collected Writings, red. Jean-Jacques Nattiez, Martin Cooper, Harvard University Press, 1990.